# تشارلز نولتي
تشارلز نولتي (بالإنجليزية: Charles Nolte)‏ (و. 1923 – 2010 م) هو ممثل من الولايات المتحدة الأمريكية . ولد في دولوث .
توفي في منيابولس، مينيسوتا . بسبب سرطان الموثة .

## التعليم
تعلم في جامعة مينيسوتا، وجامعة ييل.

## جوائز وترشيحات
حصل على جوائز منها:
جائزة المسرح العالمي (سنة 1950)

## روابط خارجية
- تشارلز نولتي على موقع IMDb (الإنجليزية)
- تشارلز نولتي على موقع ميوزك برينز (الإنجليزية)
- تشارلز نولتي على موقع أول موفي (الإنجليزية)
- تشارلز نولتي على موقع قاعدة بيانات برودواي على الإنترنت (الإنجليزية)
- تشارلز نولتي على موقع قاعدة بيانات الأفلام السويدية (السويدية)
- تشارلز نولتي على موقع قاعدة بيانات الفيلم (الإنجليزية)
- تشارلز نولتي على موقع كينوبويسك (الروسية)